# ニュージャージー州の郡一覧

ニュージャージー州の郡配置図

ニュージャージー州の郡一覧は、アメリカ合衆国ニュージャージー州内の郡の一覧である。ニュージャージー州内には21の郡がある。この21郡に合計565の自治体、すなわち管理主体があり、その境界が定義されている。内訳は250ボロ、52市、15町、244タウンシップ、4村である。ニュージャージー州では、郡は州と自治体の間の地方政府である。郡政府は郡政委員会（"Board of Chosen Freeholders"）、保安官、事務官、検認官（異論の無い定型的な遺言検認を扱う）で構成され、全て選挙で選ばれる役人である。選択的郡チャーター法の下に組織された郡の場合は、選挙で選ばれる郡執行官がいることもある。郡は監獄、公園、特定の道路の維持など州が規定する任務を行っている。郡の管理事務所や法廷がある場所を郡庁所在地と呼ぶ。

## 歴史
1674年から1702年、ニュージャージー州は東ジャージーと西ジャージーという2つの区分された植民地として、2つの領主集団が統治していた。最初の郡は各植民地の管理地区として創設された。東ジャージーは1675年に、バーゲン郡、エセックス郡、ミドルセックス郡、モンマス郡の4つに分けられた。西ジャージーは1681年にバーリントン郡とセイラム郡の2つに分けられた。最も新しい郡は1857年に設立されたユニオン郡であり、南北戦争が差し迫っていた時だったので、アメリカ合衆国の統合を求めて名付けられた。各郡名の由来は幾つかの分類に分けられるが、イングランドの地名と、植民地時代および独立戦争期の著名指導者から得られたものが多い。2010年の国勢調査では、バーゲン郡の人口が905,116人と最大であり、セイラム郡は66,083人で最少である。

## ニュージャージー州議会上院への代表
1960年代まで、ニュージャージー州議会上院の定数は21人であり、人口に関わらず、各郡から1人の代表だった。1964年、アメリカ合衆国最高裁判所が「レイノルズ対シムズ事件」判決で一人一票原則を打ち出し、州議会議員を選ぶ選挙区はほぼ同じ人口で分けなければならないとした。この後で、デイビッド・フリードランドが2人の組合指導者のために、ニュージャージー州議会上院では各郡から1人の代表が選ばれている制度に対して、ニュージャージー州最高裁判所に異議申し立てを行った。上院では、各上院議員の票がその代表する郡の人口に比例して重みづけさせるという提案を法制化した。この仕組みでは、ケープメイ郡選出の上院議員が1票を持っているときに、エセックス郡選出の上院議員は両郡の人口比を反映して19.1票を持つことになる。1964年12月15日に最高裁判所が出した判決では、重みづけの仕組みは違憲であると全員一致で裁定した。裁判所は1965年の選挙に向けて暫定定期な手段を取るように命令した。この手段では重みづけの仕組みを暫定的に使っておき、1967年の選挙が行われるまでに、一人一票の規定に合致するよう州議会の構造を再構成する憲法改定を行うこととしていた。議会が最終的期に決めたのは州を郡の境界に関係なく40の選挙区にわけ、それぞれから上院議員1人、下院議員2人を選ぶという仕組みだった。
次の一覧はアルファベット順である。また、人口は2020年国勢調査による。

## ニュージャージー州の郡の一覧
| ニュージャージー州の郡の一覧 | ニュージャージー州の郡の一覧 | ニュージャージー州の郡の一覧 | ニュージャージー州の郡の一覧 | ニュージャージー州の郡の一覧 | ニュージャージー州の郡の一覧 |
| 郡名                         | 郡庁所在地                   | 設立年                       | 人口 （2020年）              | 陸地面積 (km2)               | 地図                         |
| ---------------------------- | ---------------------------- | ---------------------------- | ---------------------------- | ---------------------------- | ---------------------------- |
| アトランティック郡 Atlantic  | メイズランディング           | 1837年                       | 274,534                      | 1,439                        |                              |
| バーゲン郡 Bergen            | ハッケンサック               | 1683年                       | 955,732                      | 603                          |                              |
| バーリントン郡 Burlington    | マウントホリー               | 1694年                       | 461,860                      | 2,068                        |                              |
| カムデン郡 Camden            | カムデン                     | 1844年                       | 523,485                      | 576                          |                              |
| ケープメイ郡 Cape May        | ケープメイコートハウス       | 1692年                       | 95,263                       | 651                          |                              |
| カンバーランド郡 Cumberland  | ブリッジトン                 | 1748年                       | 154,152                      | 1,253                        |                              |
| エセックス郡 Essex           | ニューアーク                 | 1683年                       | 863,728                      | 327                          |                              |
| グロスター郡 Gloucester      | ウッドベリー                 | 1686年                       | 302,294                      | 834                          |                              |
| ハドソン郡 Hudson            | ジャージーシティ             | 1840年                       | 724,854                      | 120                          |                              |
| ハンタードン郡 Hunterdon     | フレミントン                 | 1714年                       | 128,947                      | 1,108                        |                              |
| マーサー郡 Mercer            | トレントン                   | 1838年                       | 387,340                      | 582                          |                              |
| ミドルセックス郡 Middlesex   | ニューブランズウィック       | 1683年                       | 863,162                      | 800                          |                              |
| モンマス郡 Monmouth          | フリーホールドボロ           | 1683年                       | 643,615                      | 1,214                        |                              |
| モリス郡 Morris              | モリスタウン                 | 1739年                       | 509,285                      | 1,192                        |                              |
| オーシャン郡 Ocean           | トムズリバー                 | 1850年                       | 637,229                      | 1,629                        |                              |
| パサイク郡 Passaic           | パターソン                   | 1837年                       | 524,118                      | 478                          |                              |
| セイラム郡 Salem             | セイラム                     | 1694年                       | 64,837                       | 860                          |                              |
| サマセット郡 Somerset        | サマービル                   | 1688年                       | 345,361                      | 782                          |                              |
| サセックス郡 Sussex          | ニュートン                   | 1753年                       | 144,221                      | 1,344                        |                              |
| ユニオン郡 Union             | エリザベス                   | 1857年                       | 575,345                      | 266                          |                              |
| ウォーレン郡 Warren          | ベルビディア                 | 1824年                       | 109,632                      | 924                          |                              |